# Parihuzovce
Parihuzovce és un poble i municipi d'Eslovàquia. Es troba a la regió de Prešov, al nord del país. Està situat a l'est de la regió, a la vall del riu Cirocha (conca hidrogràfica del riu Tisza) i prop de la frontera amb Ucraïna i Polònia.

## Història
La primera referència escrita de la vila data del 1567.

## Demografia
| Godina             | 1994 | 2004    | 2014 | 2024 |
| ------------------ | ---- | ------- | ---- | ---- |
| Nombre de persones | 41   | 25      | 30   | 27   |
| Diferència         |      | −39,02% | +20% | −10% |

| Godina             | 2023 | 2024 |
| ------------------ | ---- | ---- |
| Nombre de persones | 27   | 27   |
| Diferència         |      | +0%  |